# Château de Noisy-le-Roi

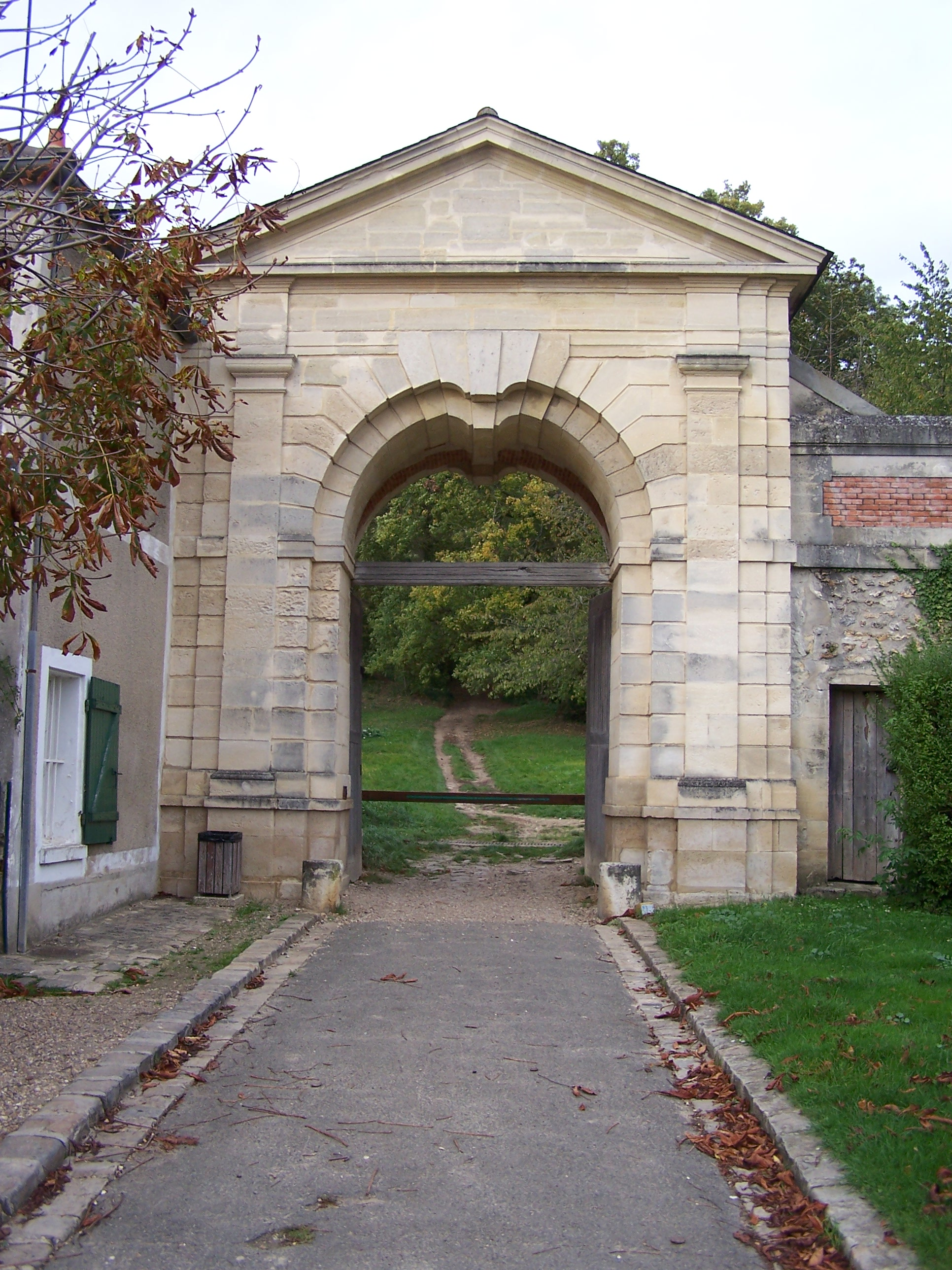
La Porte des Gondi, vestige de l'entrée du château

Le château de Noisy-le-Roi était un château dont le domaine s'étendait sur les communes de Noisy-le-Roi et de Bailly, en France (Yvelines)

## Histoire
Le château est bâti par Albert de Gondi, duc de Retz, à partir de 1575.
Le duc de Retz y fait aménager une célèbre grotte artificielle en 1582, dans un gros pavillon bâtie dans le vaste jardin du château. Elle fut détruite en 1732.
Louis XIV acquiert le château en 1676 et l'intègre au domaine royal. Madame de Maintenon y installe pour quelque temps une école pour jeunes filles (avant son établissement à Saint-Cyr). 